# Liste der denkmalgeschützten Objekte in Mezzolombardo
Die Liste der denkmalgeschützten Objekte in Mezzolombardo enthält die denkmalgeschützten, unbeweglichen Objekte der italienischen Gemeinde Mezzolombardo.

## Denkmäler
| Bild                                                 | Bezeichnung                                           | Lage                            | Beschreibung | Bauzeit               | Eingetragen seit | Denkmal- nummer |
| ---------------------------------------------------- | ----------------------------------------------------- | ------------------------------- | --- | --------------------- | ---------------- | --------------- |
| Bürgermeisterpalast (Palazzo del Podestà)            | Bürgermeisterpalast (Palazzo del Podestà)             | Piazza Erbe 3 Karte             | Das Gebäude ist als „Bürgermeisterhaus“ bekannt, da es einst Emanuele de Varda gehörte, der das Amt des Bürgermeisters von Mezzolombardo beinahe 27 Jahre bis 1886 innehatte. Über dem Eingangstor ist ein Madonnenfresko zu sehen, das als von vier Putten gehaltener Faltenwurf gestaltet ist. Im Inneren ist einer der Räume mit mythologischen Malereien aus dem 18. Jahrhundert versehen, während das äußere Aussehen des Gebäudes erst auf die späten 1950er zurückgeht. | Frühes 18. Jh.        |                  | 117.0001        |
| Die Kreuzigung (La Crocifissione)                    | Die Kreuzigung (La Crocifissione)                     | Piazza Dalpiaz 17 Karte         | Bei der Kreuzigung handelt es sich um ein Fresko aus dem Jahre 1497 in einer Devotionalien-Nische eines mittelalterlichen Gebäudes. Das als heilig verehrte Bild wurde bei der dreimal jährlich stattfindenden Generalversammlung der Nachbarn um Beistand angefleht. | 1497                  |                  | 117.0002        |
| Haus Reich (Casa Reich)                              | Haus Reich (Casa Reich)                               | Via de Varda E. 1 Karte         | Rechteckig angelegter Palast mit hervorstehendem Turm in der südöstlichen Ecke. An den Seiten mit vertikal verlaufendem Bossenwerk dekoriert sowie zur Via de Varda mit einer Sonnenuhr versehen. | Mitte 16. Jh.         |                  | 117.0003        |
| Castello della Torre                                 | Castello della Torre                                  | Via Romedio De Scari 67 Karte   | Baronenschloss, das bis zur ersten Hälfte des 19. Jahrhunderts zur Adelsfamilie Spaur gehörte, die 1541 durch den Fürstbischof Cristoforo Madruzzo mit dem Anwesen belehnt worden ist. Den ältesten Teil bildet der große Turm, welcher aufs 15. Jh. zurückgeht und der im 16. Jh. in den eigentlichen Schlossbau integriert wurde. | Vor 1541              |                  | 117.0004        |
| BW                                                   | Haus Filos (Casa Filos)                               | Piazza Sangiovanni 18 Karte     | Bürgerlicher Palast in Trapezform, der auf den Resten einer abgebrannten mittelalterlichen Struktur errichtet worden ist. Bemerkenswert vor allem für das Geflecht des Rippenwerks am Deckengewölbe des Salons im 1. Stock, den aus dem 16. Jh. erhaltenen Kamin und die mit weißem Stein als Architrav versehenen Türen. | 1642                  |                  | 117.0005        |
| BW                                                   | Villa Donati                                          | Corso del Popolo 33 Karte       | Typische Jugendstil-Villa. | 1906                  |                  | 117.0006        |
| Scari-Palast (Palazzo Scari)                         | Scari-Palast (Palazzo Scari)                          | Corso Giuseppe Mazzini 18 Karte | Der Gebäudekomplex entstand durch die Zusammenstellung verschiedener Gebäudeteile aus unterschiedlichen Jahrhunderten, in dessen Garten ein Ginkgobaum gepflanzt ist. | 1614                  |                  | 117.0007        |
| BW                                                   | Camera Picta                                          | Via Roma 78 Karte               | Es handelt sich hierbei um einen Raum mit Wandmalereien, welche höfische Motive der zweiten Hälfte des 15. Jhds. enthalten. Der Maler Stefano da Verona ist möglicherweise Schöpfer der Werke. | Zweite Hälfte 15. Jh. |                  | 117.0008        |
| La Toresela                                          | La Toresela                                           | Via Bertagnolli Karte           | Die sog. Toresela ist ein turmartiger Bau, vermutlich hochmittelalterlichen Ursprungs, der womöglich integraler Bestandteil, mindestens aber ein Wachturm des im späten 13. Jahrhundert zerstörten Castello di Mezo San Pietro gewesen ist. Inzwischen renoviert dient es als öffentlicher Veranstaltungsort und touristische Aussichtsplattform über die Rotaliana-Ebene. | vor 1270              |                  | 117.0009        |
| Kirche der hl. Apollonia (Chiesa di Santa Apollonia) | Kirche der hl. Apollonia (Chiesa di Santa Apollonia)  | Via Romedio De Scari 67 Karte   | Die Kapelle der hl. Apollonia besitzt eine rote Kalksteinfassade mit einem Giebeldach und einer aus Lochstein und in Kreuzform gefertigten Fensterrose. Die Altarnische entstand auf der unterhalb vom Weinberg gelegenen Fläche. Zwei große gotische Dreipassfenster spenden ihr Licht. Zudem befinden sich im Kapelleninneren zwei Barockaltäre aus Mehrfarbenmarmor. | 1619 eingeweiht       |                  | 117.0010        |
| St. Peterkirche (Chiesa di San Pietro)               | St. Peterkirche (Chiesa di San Pietro)                | Via Sant’Antonio Karte          | Die St. Peterskirche wurde ursprünglich wohl im Hochmittelalter errichtet und Anfang des 16. Jahrhunderts neu gebaut. Der im romanischen Stil errichtete Kirchturm hingegen gehört zu der vorherigen Kirche, wie aus einer Inschrift aus dem Jahr 1425 hervorgeht. | 1534                  |                  | 117.0011        |
| BW                                                   | Pfarrkirche zum hl. Johannes (Chiesa di San Giovanni) | Piazza Sangiovanni Karte        | Die heutige Pfarrkirche wurde 1850 nach dem Plan des Architekten Leopoldo Clericini erbaut und war seinerzeit für 4000 Leute konzipiert. Von der alten Kirche blieb nur der frei dastehende Turm übrig, der laut Inschrift 1552 begonnen und 1765 fertiggestellt wurde. | 1850 eingeweiht       |                  | 117.0012        |
| Franziskanerkloster mit Kirche                       | Franziskanerkloster mit Kirche                        | Corso del Popolo 43 Karte       | Das Franziskanerkloster mit der Kirche der Unbefleckten Jungfrau Maria geht auf das 17. Jh. zurück. Das Kircheninnere besteht aus einem Kirchenschiff, dem Hochaltar, und dem halbkreisförmigen Chor. Der Hauptaltar wurde 1661 von Ludovico Vescovi, dessen Adelswappen unterhalb vom Altarbild abgebildet ist, gestiftet. Der Kreuzgang des Klosters wurde samt beiden Sonnenuhren zuletzt 1995 restauriert.                                                                 | 1663                  |                  | 117.0013        |